# Infopark
Az Infopark Közép-Kelet Európa első innovációs és technológiai parkja, amelyet 1 épület kivételével a német IVG fejlesztett Budapesten egy hét hektáros területen 1998 óta. Az irodaparkban közel 100 000 m2 bérbeadó terület épült fel 2009-ig, eddig 7 épületben, mintegy 7.000 dolgozó részére teremtve itt színvonalas iroda- és munkakörülményeket, amelyhez hozzájárul a nagy kiterjedésű – az Infopark területének 50%-át elfoglaló - parkosított terület is. A Infopark campus jellegű elrendezésben és egységes stílusban megépült épületeit, az irodapark igényes tájépítészeti kialakítása, frekventált – Duna-parti – elhelyezkedése és 'A' kategóriás irodái teszik vonzóvá a bérlők számára. A parkosított környezetben elsősorban informatikával, telekommunikációval és szoftverfejlesztéssel foglalkozó cégek székhelyei vannak.

## Fekvése
Határai: Hevesy György utca - Magyar Tudósok körútja - Magyar Nobel-díjasok útja - Neumann János utca.

## Közlekedés

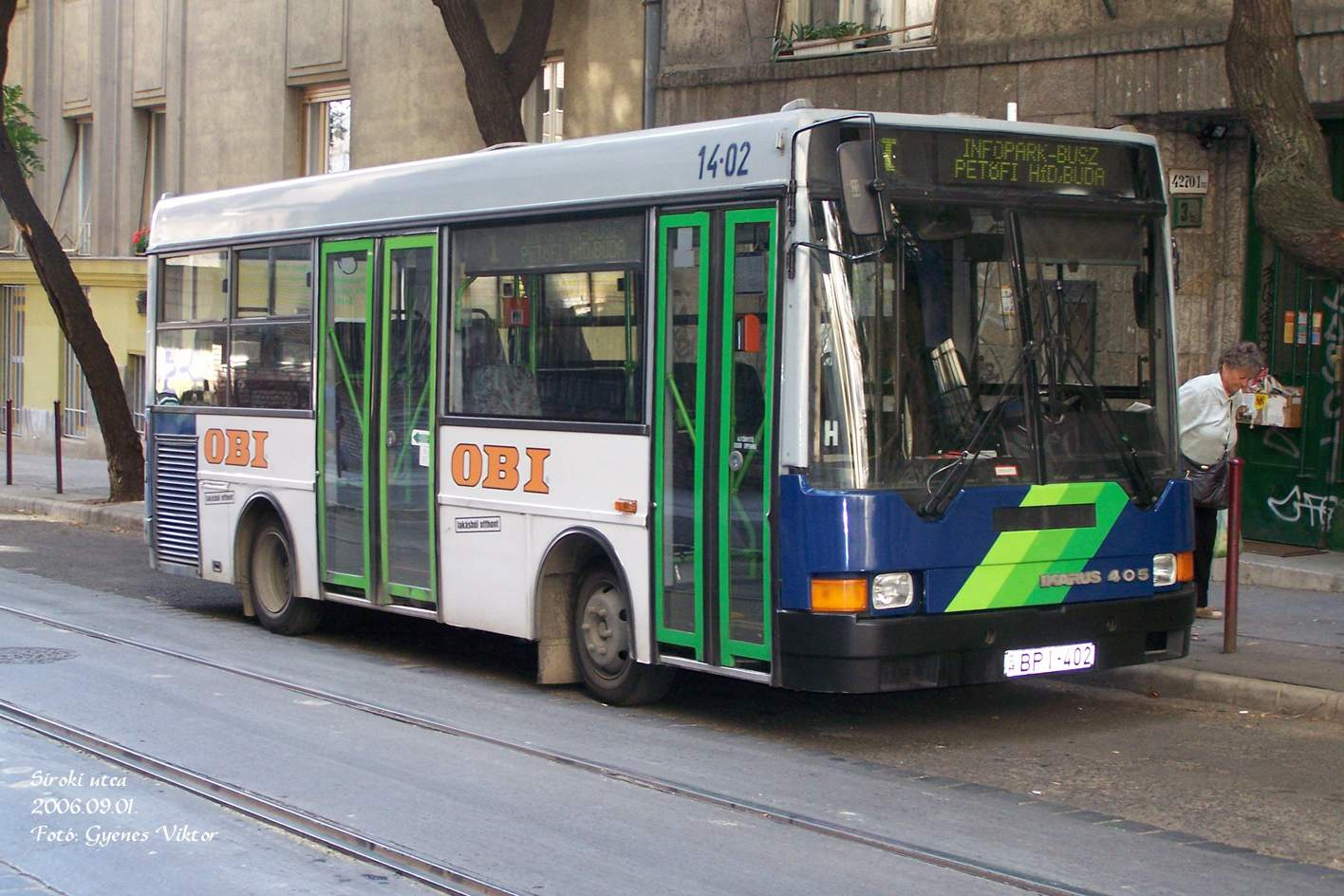
Az egykori Infopark-busz

A terület autóval, tömegközlekedéssel és kerékpárral is jól megközelíthető, a 2021-ben indult körvasúti fejlesztések keretében várhatóan új vasúti megállóhelyet is építenek Infopark és Nádorkert városrész közös határán.
A terület 2005-ben saját BKV-buszjáratot kapott Infopark-busz néven, ami 2008 augusztusában a 203-as és 203A jelzést vette fel. Az M4-es metró megnyitásához kapcsolódó felszíni változások során összevonták a 153-as járattal, mellette 2014 őszén 154-es jelzéssel is indult viszonylat. 2022 novemberétől a Belváros felől a 107-es busszal is megközelíthető. Ezeken kívül a városrész környékén több más BKK autóbusz- (33-as, 33A, 107-es, 133E, 153-as, 154-es, 901-es, 918-as) és villamosjáratnak (1, 4, 6) található megállója.

## Története

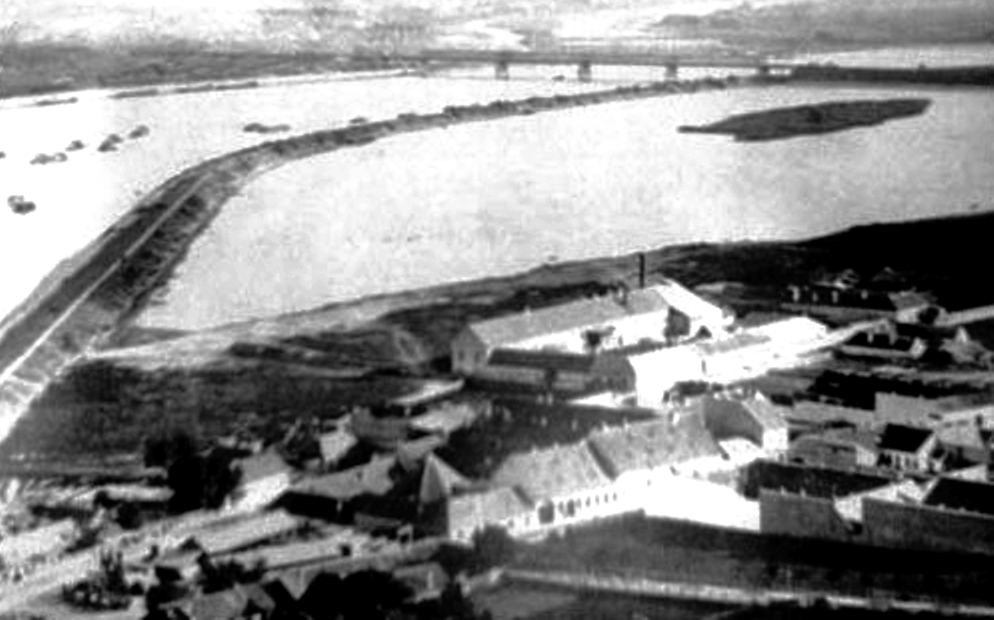
A Lágymányosi tó 1880 körül

Az 1838-as árvíz után kezdték meg a folyamszabályozást a területen, amelynek első eleme a Gellért-hegytől délre húzódó töltéspart, a Kopaszi-gát őse, a 3 km hosszú Kopaszi párhuzammű megépítése lett 1870-1876 között: ez választotta le a hegy alatti szakaszon kiszélesedő Dunáról a Lágymányosi-tó területét.
A mai Szent Gellért tértől a mai Lágymányosi-öbölig elkészült gát a pesti oldalán 380 méter széles mederbe szorította a Duna főágát, a budai oldalán pedig leválasztotta a sekély öblöt, létrehozva ezzel a Lágymányosi-tavat. Ide kezdetben egy nagy déli kikötőt terveztek felépíteni, de az iszapos terület erre a célra végül is alkalmatlannak bizonyult.
1896-ban a kor ismert mulatós vállalkozója, Somossy Károly hozott létre az akkori Lágymányosi-tó területén egy keleti stílusú vigalmi negyedet „Konstantinápoly Budapesten” névvel, amely mindössze fél évig működött.
Az 1881-1886 között feltöltött területen elsőként az 1896-ban elkészült Ferenc József hídtól (ma Szabadság híd) délre, a lágymányosi Egyetemváros részeként a 7,2 hektáron elterülő Műegyetem központi kampuszait építették meg 1909-re. A feltöltés anyagát a kiegyezés és az első világháború közötti évtizedek alatt világvárossá fejlődő főváros építkezései során a házak alapozásához kitermelt bőséges föld képezte. 1930-1932 között folytatódott a feltöltés, a Petőfi híd budai hídfője számára. Egyebek mellett az 1933-1936 között lebontott Tabán házainak romjait is idehordták. Az 1933 - 1937 között megépült Horthy Miklós híd (1945 után Petőfi híd) projektjével párhuzamosan a mai Goldmann György tér helyét töltötték fel. (Az anyag jelentős részét vasúton, az Andor utcai vontatóvágányon szállították ide.) 1941-1943 között épült a Pázmány Péter rakpart alsó, 1995-1996 között pedig a felső útpályája. 1945 után folytatták az 1877-ben felépült Összekötő vasúti hídtól északra eső részének feltöltését a mai Pázmány Péter sétány terepszintjére az ELTE épületek valamint az Infopark helyén. Ehhez már az öböl déli feléből kikotort iszap adta az anyagot, amely így az ottani téli kikötő használhatóságát is javította. Így jött létre a mai Lágymányosi-öböl.

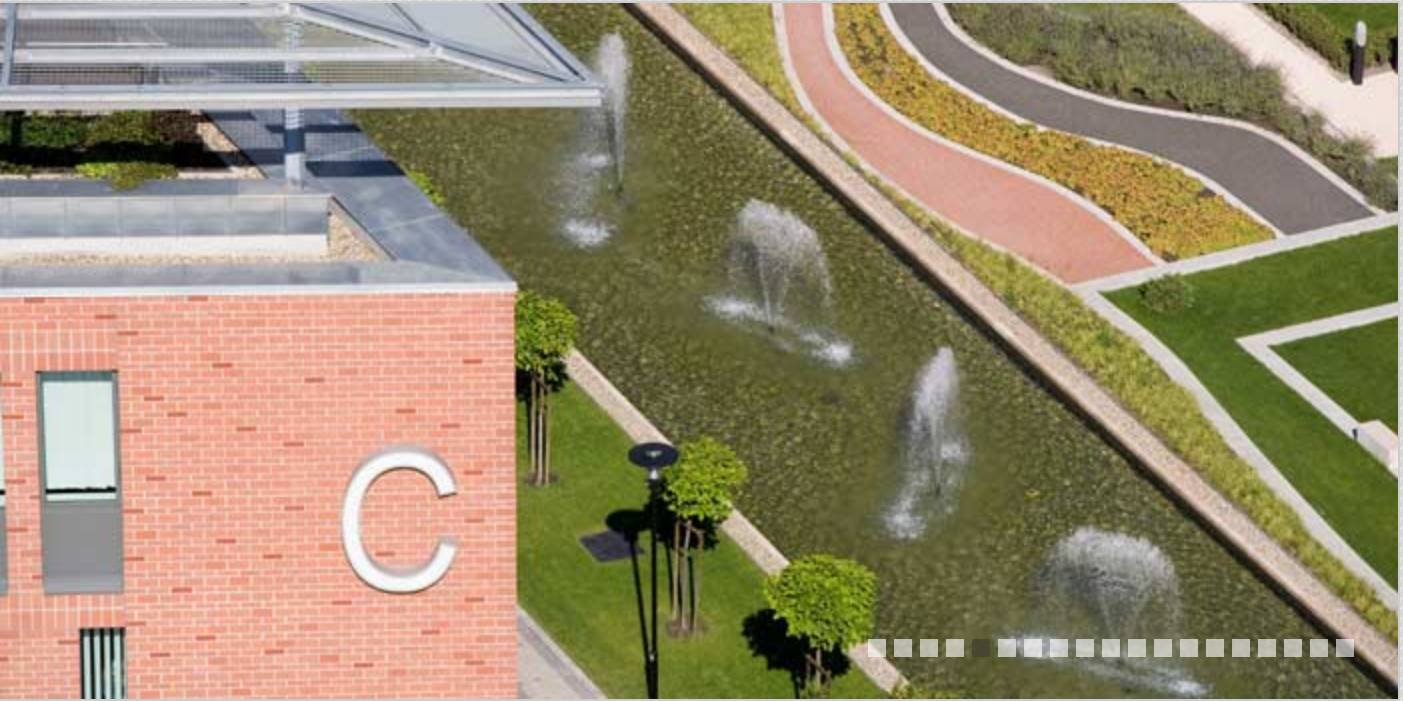
Az Infopark C épülete

Az összekötő hídtól északra, a hajdani tó fokozatosan zsugorodó maradványa mellett rendezte be acélszerkezet-gyártó üzemét a Ganz-MÁVAG. Főleg hidak és daruk elemeit állították benne össze, amelyeket méretes futódaruval rakodtak a Dunán horgonyzó uszályokra. Az utolsó itt készült híd a Rákóczi lett, utána Csepelre költözött a gyár. Az 1980 körül épült daru elbontott pilléreinek talapzata ma is jól látható a Pázmány Péter sétány rakparti támfalában.
Az évtizedekig üresen, parlagon álló területre a rendszerváltás után tervezett Expo '96 néven megrendezendő világkiállítás kapcsán került előtérbe a mai Infopark és környezete, mint a beruházás helyszíne.
A Duna medréről a Kopaszi párhuzamművel leválasztott és elmocsarasodásnak indult északi Lágymányosi-tó utolsó nyílt vízfelületét 1993-ban temették be. Ide épült a Lágymányosi (Rákóczi híd) budai hídfője.
A kiállítás ugyan elmaradt, ám a terület fejlesztése folytatódott. Ennek során jött létre 1992-1995 között a Lágymányosi (ma Rákóczi) híd felépítésével együtt, attól északra, az eredetileg a kiállításhoz tervezett utcahálózat, majd a kilencvenes évek második felében hozzá az informatikai negyed, amely ma Budapest egyik legmodernebb és legújabb városrészének számít.
Az Infopark fejlesztésének megkezdésekor az IVG 1 millió DM adománnyal járult hozzá az InfoPark Alapítvány létrehozásához azzal a céllal, hogy az Infopark megvalósulási céljait figyelembe véve, kiemelten a társadalom és a gazdaság fejlődését elősegítő, a tudomány és a gazdaság közötti kapcsolatrendszer elősegítését szolgáló alkalmazott kutatás-fejlesztési tevékenységet, illetve annak hasznosítását támogassa.
Az IVG fejlesztésében épült irodaházak több ingatlanszakmai díjjal büszkélkedhetnek, így a C épület a CIJ Legjobb irodaház fejlesztés 2005 és az Ingatlan és Befektetés Az év ingatlan projektje 2005 díjával. A D jelű irodaház a CIJ Legjobb irodaház fejlesztés 2007 és a Budapest Építészeti Nívódíja 2007 elismeréseket kapta meg átadásának évében.